# Giacomo Corradi
Giacomo Corradi (ur. w 1602 w Ferrarze, zm. 17 stycznia 1666 w Rzymie) – włoski kardynał.

## Życiorys
Urodził się w 1602 roku w Ferrarze. Studiował na Uniwersytecie Ferraryjskim, gdzie uzyskał doktorat utroque iure. Po studiach został wykładowcą prawa na macierzystej uczelni, a następnie audytorem Roty Rzymskiej. 19 lutego 1652 roku został kreowany kardynałem prezbiterem i otrzymał kościół tytularny Santa Maria in Traspontina. 21 kwietnia 1653 roku został wybrany biskupem Jesi, a dziesięć dni później przyjął sakrę. W 1655 roku został kardynałem prodatariuszem, a rok później zrezygnował z zarządzania diecezją. Zmarł 17 stycznia 1666 roku w Rzymie.